# Qaarsut
Qaarsut (dawniej Qaersut) – osada na zachodniej Grenlandii, w gminie Qaasuitsup, na półwyspie Nuussuaq. W latach 1778–1924 działała tu pierwsza kopalnia węgla na wyspie. W miejscowości znajduje się port lotniczy łączący Qaarsut z Ilulissat, Upernavik i Uummannaq.
Według danych oficjalnych liczba mieszkańców w 2011 roku wynosiła 192 osoby.

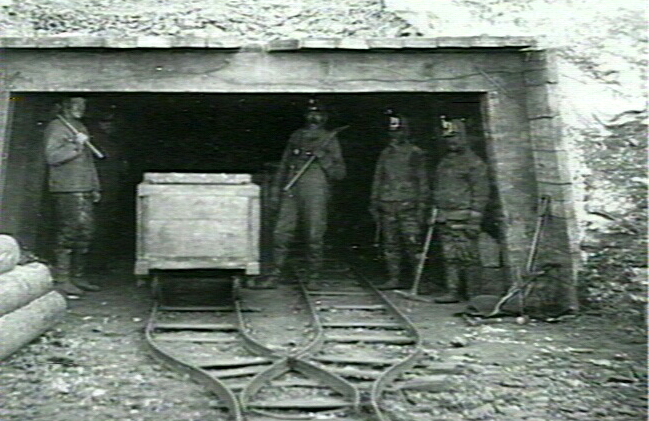
Górnicy przy wejściu do kopalni